# Frank Loesser
Frank Henry Loesser (* 29. Juni 1910 in New York; † 28. Juli 1969 ebenda) war ein US-amerikanischer Komponist und Liedtexter.

## Leben
Frank Loesser wuchs in einer musikalischen, deutsch-jüdischen New Yorker Familie auf. Sein Vater war Klavierlehrer, sein älterer Bruder Arthur Loesser ein bekannter Konzertpianist und Musikwissenschaftler. Er selbst erhielt jedoch nie eine höhere musikalische Ausbildung. Anfang der 1930er Jahre, während der Weltwirtschaftskrise, begann er seine berufliche Laufbahn mit verschiedenen Jobs bei Zeitungen. Er schrieb außerdem Liedtexte und Manuskripte fürs Radio – ab Mitte der 1930er Jahre auch für Revuen unter anderem von Irving Actman, wodurch Hollywood auf ihn aufmerksam wurde. In Hollywood wurde er ab 1938 unter Vertrag genommen und war dort vor allem als Songwriter an einer Vielzahl von Filmen beteiligt. 
Mitverantwortlich für Loessers Erfolg in Hollywood war Burton Lane, der ihn an die Paramount Pictures empfahl. Sein erster Hit Praise the Lord and Pass the Ammunition entstand 1942. In dieser Zeit begann Loesser auch seine eigene Musik zu komponieren. Nach dem Zweiten Weltkrieg holten ihn die Broadway-Produzenten Cy Feuer und Ernest Martin für die Musical-Adaption von Charleys Tante – Where’s Charley? – zurück nach New York. Es folgten Musicalerfolge wie Guys and Dolls und How to Succeed in Business Without Really Trying und der Filmmusical-Erfolg Hans Christian Andersen. Darüber hinaus gründete Loesser den Musikverlag Frank Music.

Frank Loesser (rechts) im Gespräch mit Danny Kaye, Sylvia Fine, Lane Kopp und Billy May (1947)

Loesser arbeitete im Laufe seiner Karriere mit den Komponisten Joseph Meyer, Burton Lane, Jimmy McHugh, Joseph J. Lilley und Arthur Schwartz zusammen. Mit Arthur Schwartz war er bei der Oscarverleihung 1944 mit dem Song They’re Either Too Young or Too Old aus dem Film Thank Your Lucky Stars in der Kategorie „Bester Song“ für einen Oscar nominiert. Eine weitere Nominierung für den Oscar erfolgte 1953 für das Lied Thumbelina aus dem Film Hans Christian Andersen und die Tänzerin. 
Zwei seiner Kompositionen konnten zu Jazz-Standards avancieren: On a Slow Boat to China, 1948 erstmals veröffentlicht, wurde durch die Interpretation von Charlie Parker im gleichen Jahr weltberühmt; ein weiterer Welterfolg gelang ihm 1964 mit John Coltranes Interpretation des bereits 1952 komponierten The Inch Worm. Frank Loesser starb im Alter von 59 Jahren am 26. Juli 1969 in New York an Lungenkrebs.

## Musicals, Musikfilme
- 1938: Piraten in Alaska (Spawn of the North)
- 1941: Las Vegas Nights
- 1943: Thank Your Lucky Stars
- 1948: Where’s Charley? – Verfilmung 1952
- 1949: Neptuns Tochter (Neptune’s Daughter)
- 1950: Guys and Dolls – Verfilmung 1955
- 1952: Hans Christian Andersen und die Tänzerin (Hans Christian Andersen)
- 1956: The Most Happy Fella
- 1960: Greenwillow
- 1961: How to Succeed in Business Without Really Trying – Verfilmung 1967
- 1965: Pleasures and Palaces
- 2004: Señor Discretion Himself – postum

## Bekannte Songs
- 1939: The Boys in the Back Room (mit Frederick Hollander)
- 1940: I Hear Music (mit Burton Lane)
- 1941: Dolores (mit Frank Sinatra)
- 1942: Can’t Get Out of This Mood (mit Jimmy McHugh)
- 1943: Let’s Get Lost (mit Arthur Schwartz)
- 1943: They’re Either Too Young or Too Old (mit Arthur Schwartz)
- 1944: Spring Will Be a Little Late This Year
- 1948: On a Slow Boat to China
- 1949: Baby, It’s Cold Outside
- 1952: The Inch Worm
- 1952: Thumbelina
- 1952 Wonderful Copenhagen (mit Danny Kaye)
- 1961: I Believe in You

## Auszeichnungen
- Für den Song Baby, It’s Cold Outside aus dem Film Neptuns Tochter (Neptune’s Daughter) (Regie: Edward Buzzell) erhielt Loesser 1950 den Oscar in der Kategorie „Bester Song“.
- Mit dem Tony Award in der Kategorie „Bestes Musical“ wurde Loesser 1951 für Guys and Dolls und 1962 für How to Succeed in Business Without Really Trying ausgezeichnet, für das letztgenannte Stück erhielt er zudem 1962, zusammen mit Abe Burrows, den Pulitzer-Preis für Theater (Pulitzer-Price for Drama)